# 合水站
合水站（韓語：합수역）是朝鮮民主主義人民共和國两江道白岩郡阳兴劳动者区的一個鐵路車站，属于白头山青年线。

## 邻近车站
白头山青年线
旸谷站 - 合水站 - 南溪站